# Дайвінг

Аквалангіст під водою

Да́йвінг, да́йвінґ, також пірна́ння (англ. scuba diving, underwater diving) — одна з форм підводного плавання, в якому нирець (дайвер) використовує певні технічні засоби для дихання під водою.
Хоча, чисто технічно, пірнання означає будь-яке перебування під водою, як правило, мова йде про відпочинкове (рекреаційне, S.C.U.B.A.) пірнання, тобто розважальне пірнання з апаратом підводного дихання. Англійська абревіатура S.C.U.B.A. є першими буквами слів Self Contained Underwater Breathing Apparatus (самостійний апарат підводного дихання), акваланг.

## Історія дайвінгу
Родоначальником пірнання з апаратом підводного дихання є відомий Жак-Ів Кусто. Саме він створив у 1943 році акваланг, відкривши двері у прекрасний підводний світ для мільйонів людей.
Історія дайвінгу, як масового захоплення, почалася 1959 року, коли Жак Кусто та його колеги заснували Всесвітню конфедерацію підводної діяльності CMAS, яка першою розробила систему навчання любительського плавання з аквалангом. Сьогодні CMAS — найбільша система підводників-любителів у світі, що має у своєму складі понад 90 національних федерацій і контролює всі види підводної діяльності: навчання, різноманітні види спорту, наукові дослідження, фото- та відео зйомку та інші сфери.

## Види дайвінгу
Є декілька видів дайвінгу, частину яких прийнято розглядати як розваги або спорт, тоді як інші є професійною діяльністю.
Перший — це дайвінг для розваги, а також спортивний і технічний дайвінг, які передбачають занурення на великі глибини й використання газових сумішей.
Другий — це дайвінг комерційний і військовий, виконання замовлених підводних робіт, таких як монтаж і демонтаж устаткування, підйом суден, пошук, установка й знищення перешкод тощо.
Спортивний дайвінг здійснюється для розваги й одержання задоволення. Кінцевою метою таких занурень є знайомство з підводним світом і дослідження флори й фауни морів й океанів. Відчуття невагомості, ілюзія ширяння над безоднею приносить дайверу величезне задоволення. Незважаючи на простоту підготовки, максимум безпеки й мінімум спорядження, початківці в цьому виді спорту потребують певних навичок.

## Небезпека
Дайвінг і водолазні роботи завжди пов'язані з небезпекою для життя і здоров'я. Основні небезпеки:
- утоплення;
- декомпресійна хвороба;
- баротравми;
- отруєння газами: монооксидом вуглецю, діоксидом вуглецю, киснем, азотом;
- ситуація «немає газу», OOG (Out-of-gas), внаслідок вичерпання запасу дихальної суміші або відмови обладнання.